# Isolar – 1976 Tour
Die Isolar – 1976 Tour (auch bekannt als Thin White Duke Tour, Station to Station Tour, und The White Light Tour) war eine weltweite Konzerttournee des britischen Singer-Songwriters David Bowie zur Unterstützung seines 1976 veröffentlichten Albums Station to Station.

## Hintergrund
Die Isolar – 1976 Tour startete am 2. Februar 1976 in Vancouver und endete am 18. Mai des gleichen Jahres in Paris. Bei der 65 Auftritte umfassenden Tournee trat David Bowie in Europa und Nordamerika auf.
Laut Biograph Nicholas Pegg ist das Wort „Isolar“ ein Anagramm von „Sailor“, einem von Bowies Lieblingswörtern. Isolar leitet sich auch von der Firma ab, die Bowie nach seiner Trennung von MainMan Publishing für den Musikverlag gründete. Bowie selbst stellte später klar: „Isola ist italienisch für Insel. Isolation plus Solar ergibt Isolar. Wenn ich mich recht erinnere, war ich bekifft.“
Die Konzerte begannen ohne Ankündigung mit der Vorführung des surrealistischen Films Ein andalusischer Hund von Luis Buñuel und Salvador Dalí aus dem Jahr 1929. Bowie und seine Musiker erschienen unmittelbar nach dem Ende des Films auf der Bühne, während das Publikum die Handlung des Films (u. a. mit einer Szene, in der eine Rasierklinge in den Augapfel einer Frau schneidet) noch verdaute. Das visuelle Element der Aufführungen bestand aus fluoreszierenden weißen Lichtbänken vor schwarzem Hintergrund, die auf einer Bühne, die weitgehend frei von Requisiten oder anderen visuellen Ablenkungen war, ein starkes Spektakel erzeugten.
Im Vorprogramm der Konzerte spielte Bowies Freund und Musikerkollege Iggy Pop mit seiner Band. Nach dem Konzert am 20. März 1976 in Rochester (New York) wurden Bowie und Pop gemeinsam wegen Marihuanabesitzes festgenommen, die Anklage wurde jedoch später fallengelassen.

## Liveaufnahmen
Bowies Auftritt in Uniondale (New York) am 23. März 1976 wurde aufgezeichnet und in Ausschnitten in der amerikanischen Radio-Musiksendung The King Biscuit Flower Hour gesendet. Zwei Stücke dieses Auftritts erschienen 1991 als Bonustracks auf der von Rykodisc neu herausgegebenen Version des Albums Station to Station. Der gesamte Auftritt ist auf der Deluxe-Edition von Station to Station aus dem Jahr 2010 sowie auf dem Boxset Who Can I Be Now? (1974–1976) aus dem Jahr 2016 erhältlich. Im Februar 2017 wurde der Mitschnitt schließlich separat auf CD, Vinyl und in digitaler Form unter dem Titel Live Nassau Coliseum ’76 veröffentlicht.
Laut eigener Aussage ist auch Tony Kaye, David Bowies damaliger Tour-Keyboarder, im Besitz von Soundboard-Aufnahmen der Show in New York City (26. März 1976), sowie der beiden Abschlusskonzerten in Paris am 17. und 18. Mai 1976 und äußerte seine Hoffnung auf eine baldige offizielle Veröffentlichung dieser Mitschnitte.

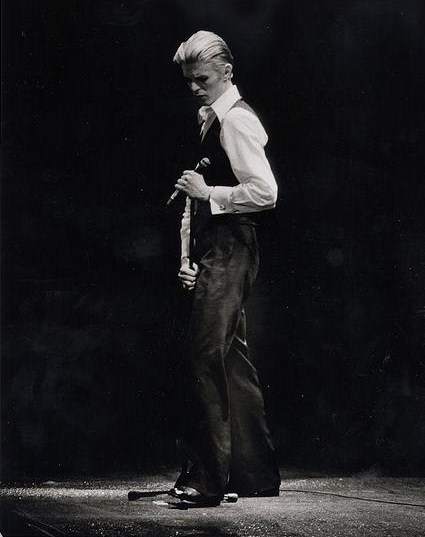
David Bowie in seiner Rolle als Thin White Duke bei einem Auftritt in Toronto am 26. Februar 1976.

## Setlist

### Beispiel-Setlist
- Station to Station
- Suffragette City
- Fame
- Word on a Wing
- Stay
- I’m Waiting for the Man
- Queen Bitch
- Life on Mars?
- Five Years
- Panic in Detroit
- Changes
- TVC 15
- Diamond Dogs
- Rebel Rebel
- The Jean Genie

## Tourdaten
| Nr.                 | Datum               | Stadt               | Land                | Veranstaltungsort                  |
| Leg 1 – Nordamerika | Leg 1 – Nordamerika | Leg 1 – Nordamerika | Leg 1 – Nordamerika | Leg 1 – Nordamerika                |
| ------------------- | ------------------- | ------------------- | ------------------- | ---------------------------------- |
| 1                   | 2. Februar 1976     | Vancouver           | Kanada              | Pacific Coliseum                   |
| 2                   | 3. Februar 1976     | Seattle             | Vereinigte Staaten  | Center Coliseum                    |
| 3                   | 4. Februar 1976     | Portland            | Vereinigte Staaten  | Memorial Coliseum                  |
| 4                   | 6. Februar 1976     | Daly City           | Vereinigte Staaten  | Cow Palace                         |
| 5                   | 8. Februar 1976     | Inglewood           | Vereinigte Staaten  | The Forum                          |
| 6                   | 9. Februar 1976     | Inglewood           | Vereinigte Staaten  | The Forum                          |
| 7                   | 11. Februar 1976    | Inglewood           | Vereinigte Staaten  | The Forum                          |
| 8                   | 13. Februar 1976    | San Diego           | Vereinigte Staaten  | Sports Arena                       |
| 9                   | 15. Februar 1976    | Phoenix             | Vereinigte Staaten  | Arizona Veterans Memorial Coliseum |
| 10                  | 16. Februar 1976    | Albuquerque         | Vereinigte Staaten  | Civic Auditorium                   |
| 11                  | 17. Februar 1976    | Denver              | Vereinigte Staaten  | McNichols Sports Arena             |
| 12                  | 20. Februar 1976    | Milwaukee           | Vereinigte Staaten  | MECCA Arena                        |
| 13                  | 21. Februar 1976    | Kalamazoo           | Vereinigte Staaten  | Wings Stadium                      |
| 14                  | 22. Februar 1976    | Evansville          | Vereinigte Staaten  | Roberts Municipal Stadium          |
| 15                  | 23. Februar 1976    | Cincinnati          | Vereinigte Staaten  | Riverfront Coliseum                |
| 16                  | 25. Februar 1976    | Montréal            | Kanada              | Forum                              |
| 17                  | 26. Februar 1976    | Toronto             | Kanada              | Maple Leaf Gardens                 |
| 18                  | 27. Februar 1976    | Cleveland           | Vereinigte Staaten  | Public Auditorium                  |
| 19                  | 28. Februar 1976    | Cleveland           | Vereinigte Staaten  | Public Auditorium                  |
| 20                  | 29. Februar 1976    | Detroit             | Vereinigte Staaten  | Olympia Stadium                    |
| 21                  | 1. März 1976        | Detroit             | Vereinigte Staaten  | Olympia Stadium                    |
| 22                  | 3. März 1976        | Chicago             | Vereinigte Staaten  | International Amphitheatre         |
| 23                  | 5. März 1976        | St. Louis           | Vereinigte Staaten  | Kiel Auditorium                    |
| 24                  | 6. März 1976        | Memphis             | Vereinigte Staaten  | Mid-South Coliseum                 |
| 25                  | 7. März 1976        | Nashville           | Vereinigte Staaten  | Municipal Auditorium               |
| 26                  | 8. März 1976        | Atlanta             | Vereinigte Staaten  | The Omni                           |
| 27                  | 9. März 1976        | Jacksonville        | Vereinigte Staaten  | Veterans Memorial Coliseum         |
| 28                  | 11. März 1976       | Pittsburgh          | Vereinigte Staaten  | Civic Arena                        |
| 29                  | 12. März 1976       | Norfolk             | Vereinigte Staaten  | Scope Arena                        |
| 30                  | 13. März 1976       | Landover            | Vereinigte Staaten  | Capital Center                     |
| 31                  | 14. März 1976       | Landover            | Vereinigte Staaten  | Capital Center                     |
| 32                  | 15. März 1976       | Philadelphia        | Vereinigte Staaten  | Spectrum                           |
| 33                  | 16. März 1976       | Philadelphia        | Vereinigte Staaten  | Spectrum                           |
| 34                  | 17. März 1976       | Boston              | Vereinigte Staaten  | Boston Garden                      |
| 35                  | 19. März 1976       | Buffalo             | Vereinigte Staaten  | Memorial Auditorium                |
| 36                  | 20. März 1976       | Rochester           | Vereinigte Staaten  | Community War Memorial             |
| 37                  | 21. März 1976       | Springfield         | Vereinigte Staaten  | Civic Center                       |
| 38                  | 22. März 1976       | New Haven           | Vereinigte Staaten  | Veterans Memorial Coliseum         |
| 39                  | 23. März 1976       | Uniondale           | Vereinigte Staaten  | Nassau Veterans Memorial Coliseum  |
| 40                  | 26. März 1976       | New York City       | Vereinigte Staaten  | Madison Square Garden              |
| Leg 2 – Europa      |                     |                     |                     |                                    |
| 41                  | 7. April 1976       | München             | Deutschland         | Olympiahalle                       |
| 42                  | 8. April 1976       | Düsseldorf          | Deutschland         | Philipshalle                       |
| 43                  | 10. April 1976      | Berlin              | Deutschland         | Deutschlandhalle                   |
| 44                  | 11. April 1976      | Hamburg             | Deutschland         | CCH                                |
| 45                  | 12. April 1976      | Hamburg             | Deutschland         | CCH                                |
| 46                  | 13. April 1976      | Frankfurt am Main   | Deutschland         | Festhalle                          |
| 47                  | 14. April 1976      | Ludwigshafen        | Deutschland         | Friedrich-Ebert-Halle              |
| 48                  | 17. April 1976      | Zürich              | Schweiz             | Hallenstadion                      |
| 49                  | 24. April 1976      | Helsinki            | Finnland            | UKK-Halli                          |
| 50                  | 26. April 1976      | Stockholm           | Schweden            | Kungliga Tennishallen              |
| 51                  | 27. April 1976      | Stockholm           | Schweden            | Kungliga Tennishallen              |
| 52                  | 28. April 1976      | Göteborg            | Schweden            | Scandinavium                       |
| 53                  | 29. April 1976      | Frederiksberg       | Danemark            | Falkoner Teatret                   |
| 54                  | 30. April 1976      | Frederiksberg       | Danemark            | Falkoner Teatret                   |
| 55                  | 3. Mai 1976         | London              | England             | Wembley Empire Pool                |
| 56                  | 4. Mai 1976         | London              | England             | Wembley Empire Pool                |
| 57                  | 5. Mai 1976         | London              | England             | Wembley Empire Pool                |
| 58                  | 6. Mai 1976         | London              | England             | Wembley Empire Pool                |
| 59                  | 7. Mai 1976         | London              | England             | Wembley Empire Pool                |
| 60                  | 8. Mai 1976         | London              | England             | Wembley Empire Pool                |
| 61                  | 11. Mai 1976        | Brüssel             | Belgien             | Forest National                    |
| 62                  | 13. Mai 1976        | Rotterdam           | Niederlande         | Sportpaleis Ahoy’                  |
| 63                  | 14. Mai 1976        | Rotterdam           | Niederlande         | Sportpaleis Ahoy’                  |
| 64                  | 17. Mai 1976        | Paris               | Frankreich          | Pavillon de Paris                  |
| 65                  | 18. Mai 1976        | Paris               | Frankreich          | Pavillon de Paris                  |

## Band
- David Bowie: Gesang, Gitarre, Saxophon
- Carlos Alomar: Gitarre, Hintergrundgesang
- Stacy Heydon: Gitarre, Hintergrundgesang
- George Murray: Bass, Hintergrundgesang
- Tony Kaye: Keyboards
- Dennis Davis: Schlagzeug, Percussion